# 스몐현

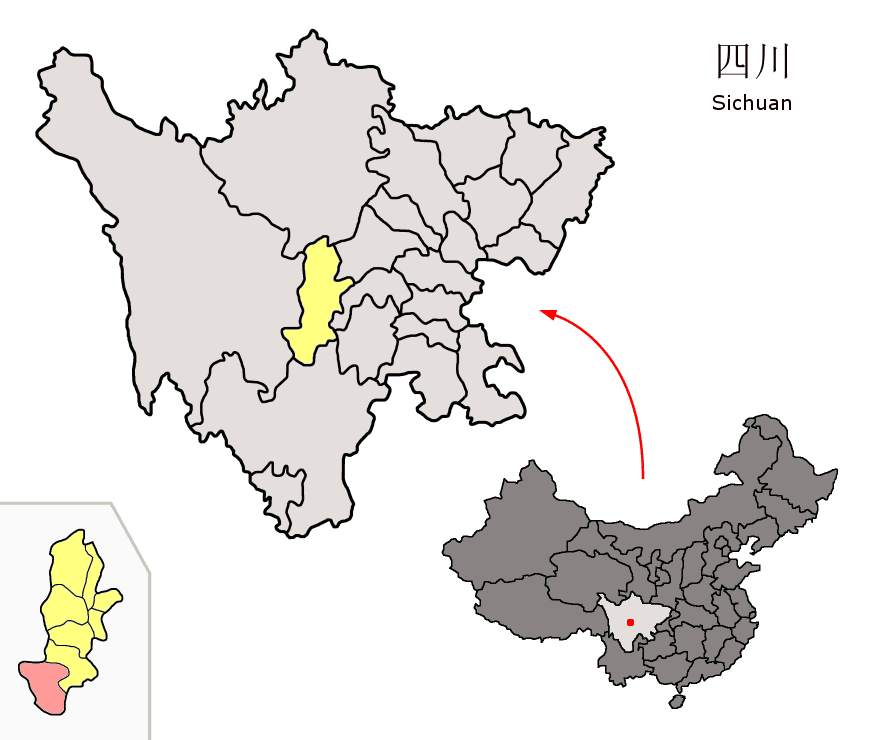
스몐 현의 위치

스몐현(한국어: 석면현, 중국어: 石棉县, 병음: Shímián Xiàn)은 중화인민공화국 쓰촨성 야안 시의 현급 행정구역이다. 넓이는 2678km2이고, 인구는 2007년 기준으로 120,000명이다.

## 행정 구역
1개 가도, 1개 진, 5개 향, 10개 민족향을 관할한다.
- 가도: 棉城街道.
- 진: 新棉镇.
- 향: 永和乡, 美罗乡, 迎政乡, 宰羊乡, 丰乐乡.
- 민족향: 安顺彝族乡, 先锋藏族乡, 蟹螺藏族乡, 回隆彝族乡, 擦罗彝族乡, 栗子坪彝族乡, 新民藏族彝族乡, 挖角彝族藏族乡, 田湾彝族乡, 草科藏族乡.